# Dembo Sylla
Pour les articles homonymes, voir Sylla.
Ne doit pas être confondu avec Elhadj Dembo Sylla.
Dembo Sylla, né le 10 novembre 2002 à Laval en France, est un footballeur international guinéen qui évolue au poste de piston droit au Red Star FC, en prêt du FC Lorient. Il possède également la nationalité française.

## Biographie
Dembo Sylla naît à Laval, de parents guinéens. Il grandit dans le quartier des Vignes, situé près du stade Francis-Le-Basser. Son frère aîné est footballeur amateur, sa sœur Sounkamba Sylla est une athlète olympique ayant participé aux JO de Tokyo en 2021 et aux JO de Paris en 2024.

### Carrière en club
Il intègre le Stade lavallois en U9 et y réalise l'intégralité de sa formation,. En 2015, il remporte la Coupe nationale U13 à Capbreton. Membre de la section sportive scolaire du collège Jules-Renard, il est champion d'académie des Pays de la Loire de futsal en 2017. En 2018, sous la houlette de Stéphane Moreau, il est champion de son groupe de U17 nationaux. Initialement milieu de terrain, il est repositionné piston droit en 2020.
Après une saison pleine avec l'équipe réserve, il intègre le groupe professionnel lors de la préparation estivale 2022. Il marque un but en match amical après une course de cinquante mètres entamée dans la moitié de terrain lavalloise. Ses qualités de vitesse et son caractère sur le terrain convainquent rapidement l'entraîneur Olivier Frapolli, et il signe le 8 août son premier contrat professionnel, d'une durée de trois ans. Il joue son premier match avec l'équipe première le 27 août 2022. Il apparaît à vingt reprises en Ligue 2, le plus souvent comme remplaçant de l'expérimenté Anthony Gonçalves. En mai 2023, le Centre international d'étude du sport (CIES) estime, sur la base de son modèle statistique, qu'il est le joueur le mieux valorisé du Stade lavallois,.
Le 17 juillet 2023, il signe un contrat de 5 saisons en faveur du FC Lorient.
Dès lors, Dembo Sylla est successivement prêté à Rodez ainsi qu’en Jupiler Pro League, au FCV Dender EH.
Le 22 juillet 2025, il est de nouveau prêté par le club lorientais, cette fois-ci au Red Star FC. Il fait ses débuts sous ses nouvelles couleurs le 26 juillet 2025 à l’occasion d’un match amical face à Amiens remporté 0-2 par le Red Star.

### Parcours en sélection
En mars 2023, Dembo Sylla est convoqué pour la première fois avec l'équipe senior de Guinée, entraînée par Kaba Diawara,.
Il honore sa première sélection le 27 mars 2023, à l'occasion d'une rencontre de qualifications à la Coupe d'Afrique 2023 contre l'Éthiopie. Il remplace Antoine Conte en deuxième mi-temps et son équipe s'impose 3-2 à l'extérieur.

## Statistiques

### Statistiques détaillées
| Saison                | Club                  | Championnat           | Championnat | Championnat | Championnat | Coupe(s) nationale(s) | Coupe(s) nationale(s) | Coupe(s) nationale(s) | Autres compétitions | Autres compétitions | Autres compétitions | Autres compétitions | Total | Total | Total |
| Saison                | Club                  | Division              | M.          | B.          | P.d.        | M.                    | B.                    | P.d.                  | Comp.               | M.                  | B.                  | P.d.                | M.    | B.    | P.d.  |
| 2022-2023             | Stade lavallois       | Ligue 2               | 30          | 0           | 1           | 1                     | 0                     | 0                     | -                   | -                   | -                   | -                   | 31    | 0     | 1     |
| 2023-2024             | FC Lorient            | Ligue 1               | 1           | 0           | 0           | 1                     | 0                     | 0                     | -                   | -                   | -                   | -                   | 2     | 0     | 0     |
| 2023-2024             | Rodez AF (prêt)       | Ligue 2               | 15          | 0           | 4           | -                     | -                     | -                     | BR                  | 2                   | 0                   | 0                   | 17    | 0     | 4     |
| 2024-2025             | FCV Dender EH (prêt)  | Division 1A           | 19          | 0           | 0           | 1                     | 0                     | 0                     | -                   | -                   | -                   | -                   | 20    | 0     | 0     |
| 2025-2026             | Red Star FC (prêt)    | Ligue 2               | -           | -           | -           | -                     | -                     | -                     | -                   | -                   | -                   | -                   | 0     | 0     | 0     |
| Total sur la carrière | Total sur la carrière | Total sur la carrière | 65          | 0           | 5           | 3                     | 0                     | 0                     | -                   | 2                   | 0                   | 0                   | 70    | 0     | 5     |

### En sélection nationale
| Saison                | Sélection             | Phases finales        | Phases finales | Phases finales | Phases finales | Éliminatoires | Éliminatoires | Éliminatoires | Matchs amicaux | Matchs amicaux | Matchs amicaux | Total | Total | Total |
| Saison                | Sélection             | Compétition           | M              | B              | Pd             | M             | B             | Pd            | M              | B              | Pd             | M     | B     | Pd    |
| --------------------- | --------------------- | --------------------- | -------------- | -------------- | -------------- | ------------- | ------------- | ------------- | -------------- | -------------- | -------------- | ----- | ----- | ----- |
| 2022-2023             | Guinée                | -                     | -              | -              | -              | 2             | 0             | 0             | 1              | 0              | 0              | 3     | 0     | 0     |
| 2023-2024             | Guinée                | -                     | -              | -              | -              | 4             | 0             | 0             | 2              | 0              | 0              | 6     | 0     | 0     |
| 2024-2025             | Guinée                | -                     | -              | -              | -              | 2             | 0             | 0             | -              | -              | -              | 2     | 0     | 0     |
| Total sur la carrière | Total sur la carrière | Total sur la carrière | 0              | 0              | 0              | 8             | 0             | 0             | 3              | 0              | 0              | 11    | 0     | 0     |

### Liste des matchs internationaux
| Matchs internationaux de Dembo Sylla | Matchs internationaux de Dembo Sylla | Matchs internationaux de Dembo Sylla              | Matchs internationaux de Dembo Sylla | Matchs internationaux de Dembo Sylla | Matchs internationaux de Dembo Sylla    | Matchs internationaux de Dembo Sylla                              |
|                                      | Date                                 | Lieu                                              | Adversaire                           | Résultats                            | Compétitions                            | Notes                                                             |
| ------------------------------------ | ------------------------------------ | ------------------------------------------------- | ------------------------------------ | ------------------------------------ | --------------------------------------- | ----------------------------------------------------------------- |
| 1.                                   | 27 mars 2023                         | Complexe sportif Moulay-Abdallah, Rabat, Maroc    | Éthiopie                             | 2 - 3                                | Éliminatoires de la CAN 2023            | Rentre en jeu à la 64e minute à la place de Antoine Conte.        |
| 2.                                   | 14 juin 2023                         | Stade de Marrakech, Marrakech, Maroc              | Égypte                               | 1 - 2                                | Éliminatoires de la CAN 2023            | Rentre en jeu à la 73e minute à la place de Morgan Guilavogui.    |
| 3.                                   | 17 juin 2023                         | RCDE Stadium, Cornellà de Llobregat, Espagne      | Brésil                               | 4 - 1                                | Match amical                            | Rentre en jeu à la 66e minute à la place de Antoine Conte.        |
| 4.                                   | 9 septembre 2023                     | Bingu National Stadium, Lilongwe, Malawi          | Malawi                               | 2 - 2                                | Éliminatoires de la CAN 2023            | Titulaire.                                                        |
| 5.                                   | 13 octobre 2023                      | Estádio do Bonfim, Setúbal, Portugal              | Guinée-Bissau                        | 1 - 0                                | Match amical                            | Titulaire.                                                        |
| 6.                                   | 17 octobre 2023                      | Stade de l'Algarve, Faro, Portugal                | Gabon                                | 1 - 1                                | Match amical                            | Titulaire et remplacé par Sekou Sylla à la 46e minute de jeu.     |
| 7.                                   | 21 novembre 2023                     | Obed Itani Chilume Stadium, Francistown, Botswana | Botswana                             | 1 - 0                                | Éliminatoires de la Coupe du monde 2026 | Rentre en jeu à la 68e minute à la place de Naby Oularé.          |
| 8.                                   | 6 juin 2024                          | Stade Nelson-Mandela, Alger, Algérie              | Algérie                              | 1 - 2                                | Éliminatoires de la Coupe du monde 2026 | Rentre en jeu à la 82e minute à la place de Ibrahim Diakité.      |
| 9.                                   | 10 juin 2024                         | Stade Ben M'Hamed El Abdi, El Jadida, Maroc       | Mozambique                           | 0 - 1                                | Éliminatoires de la Coupe du monde 2026 | Titulaire.                                                        |
| 10.                                  | 21 mars 2025                         | Stade Alassane-Ouattara, Abidjan, Côte d'Ivoire   | Somalie                              | 0 - 0                                | Éliminatoires de la Coupe du monde 2026 | Titulaire.                                                        |
| 11.                                  | 25 mars 2025                         | Mandela National Stadium, Kampala, Ouganda        | Ouganda                              | 1 - 0                                | Éliminatoires de la Coupe du monde 2026 | Titulaire et remplacé par Ibrahim Diakité à la 46e minute de jeu. |